# Molière (Theaterpreis)/Beste Nebendarstellerin
Molière: Beste Nebendarstellerin (Meilleure comédienne dans un second rôle)
Gewinner und Nominierte in der Kategorie Beste Nebendarstellerin (französisch: Meilleure comédienne dans un second rôle) seit der ersten Verleihung im Jahr 1987. Am erfolgreichsten in dieser Kategorie waren die Französinnen Danièle Lebrun (1992 und 2006), Annick Alane (1994 und 2001) und Dominique Blanchar (1997 und 2000), die den Preis je zweimal gewinnen konnten. Die häufigsten Nominierungen konnte Catherine Arditi auf sich vereinen, die es zwischen 1987 und 2007 auf fünf Nominierungen brachte und den Molière 1991 gewinnen konnte. Ebenfalls fünfmal nominiert, jedoch ohne Sieg, blieb Josiane Stoléru (zwischen 1994 und 2010).

## 1980er Jahre
| Jahr | Preisträger       | Theaterstück             | Nominierungen |
| 1987 | Sabine Haudepin   | Kean                     | Anne Alvaro für Ce soir on improvise Catherine Arditi für Adriana Monti Lucienne Hamon für Conversations après un enterrement Magali Noël für Cabaret |
| 1988 | Catherine Salviat | Dialogues des Carmélites | Pascale de Boysson für Ce que voit Fox Denise Chalem für La Double Inconstance Nicole Jamet für Le Secret Nada Strancar für Le Conte d'hiver          |
| 1989 | Christine Murillo | La Mouette               | Béatrice Agenin für Une femme sans histoire Catherine Rich für La Vraie Vie Martine Sarcey für Une absence Michèle Simonnet für Entre nous soit dit   |

## 1990er Jahre
| Jahr | Preisträger        | Theaterstück                      | Nominierungen |
| 1990 | Judith Magre       | Greek (A la Grecque)              | Catherine Frot für Faut pas tuer maman Lucienne Hamon für La Traversée de l'hiver Christiane Muller für Les Palmes de M. Schutz Martine Sarcey für La Traversée de l'hiver        |
| 1991 | Catherine Arditi   | À Croquer... ou l'Ivre de cuisine | Annie Grégorio für Coiffure pour dames Catherine Rich für La Dame de chez Maxim (Marigny) Catherine Rouvel für Eurydice Maïa Simon für Heldenplatz                                |
| 1992 | Danièle Lebrun     | Le Misanthrope                    | Myriam Boyer für Roberto Zucco Michèle Laroque für Ornifle Catherine Rich für La Dame de chez Maxim's Marie-France Santon für La Valse des toréadors                              |
| 1993 | Françoise Bertin   | Temps contre temps                | Annick Alane für Les Dimanches de Monsieur Riley Nadia Barentin für Monsieur Klebs et Rozalie Gisèle Casadesus für Le Jugement dernier Annie Grégorio für Une folie               |
| 1994 | Annick Alane       | Tailleur pour dames               | Gisèle Casadesus für Le Retour en Touraine Catherine Rich für Quand elle dansait... Josiane Stoléru für Le Visiteur Marie Trintignant für Le Retour                               |
| 1995 | Catherine Frot     | Un air de famille                 | Sabine Haudepin für Quadrille Claire Maurier für Un air de famille Marie-France Santon für Les affaires sont les affaires Michèle Simonnet für La Chambre d'amis                  |
| 1996 | Sonia Vollereaux   | Lapin lapin                       | Catherine Arditi für Le Journal d'Anne Frank Florence Darel für Un mari idéal Claire Nadeau für Le Bonheur des autres Edith Perret für Un mari idéal                              |
| 1997 | Dominique Blanchar | Tout comme il faut                | Elisabeth Commelin für Le Libertin Ginette Garcin für Le Passe-muraille Chantal Lauby für La Terrasse Maïa Simon für Un cœur français                                             |
| 1998 | Geneviève Casile   | Bel-Ami                           | Isabelle Candelier für André le magnifique Nathalie Cerda für Hygiène de l'assassin Michèle Garcia für Espèces menacées Valérie Mairesse für La Surprise de l'amour               |
| 1999 | Geneviève Fontanel | Délicate balance                  | Micheline Dax für Frédérick ou le Boulevard du crime Chantal Neuwirth für Rêver peut-être Florence Pernel für Un tramway nommé désir Frédérique Tirmont für Le Bel Air de Londres |

## 2000er Jahre
| Jahr | Preisträger        | Theaterstück                   | Nominierungen |
| 2000 | Dominique Blanchar | Les Femmes savantes            | Catherine Arditi für Hôtel des deux mondes Geneviève Fontanel für Raisons de famille Claire Nadeau für Mariages et conséquences Chantal Neuwirth für Les Nouvelles Brèves de comptoir Beata Nilska für À torts et à raisons |
| 2001 | Annick Alane       | Une Chatte sur un toit brûlant | Aurore Clément für La Dame aux camélias Eliza Maillot für Un homme à la mer Yasmina Reza für Trois versions de la vie Barbara Schulz für Joyeuses Pâques                                                                    |
| 2002 | Annie Grégorio     | Théâtre sans animaux           | Nadia Barentin für La Griffe (A71) Denise Chalem für Conversation avec mon père Anne Consigny für Elvire Claire Nadeau für Le Jardin des apparences Josiane Stoléru für La Ménagerie de verre                               |
| 2003 | Annie Sinigalia    | Poste restante                 | Annick Alane für État critique Anne Consigny für La Preuve Marina Hands für Phèdre Eliza Maillot für Un petit jeu sans conséquence                                                                                          |
| 2004 | Martine Sarcey     | L'Inscription                  | Évelyne Buyle für L'Invité Guilaine Londez für L'Hiver sous la table Lysiane Meis für L'amour est enfant de salaud Dominique Reymond für Une pièce espagnole                                                                |
| 2005 | Norah Krief        | Hedda Gabler                   | Monique Chaumette für Tantine et moi Annie Grégorio für Musée haut, musée bas Anne Loiret für Jacques a dit Élisabeth Margoni für Sortie de scène Lyslane Meis für Jacques a dit                                            |
| 2006 | Danièle Lebrun     | Pygmalion                      | Béatrice Agenin für Pieds nus dans le parc Marina Foïs für Viol Anne Loiret für Le Miroir Josiane Stoléru für Conversations après un enterrement Marie Vincent für Le Malade imaginaire                                     |
| 2007 | Catherine Hiegel   | le Retour au désert            | Catherine Arditi für Cabaret Brigitte Catillon für Eva Marie-France Santon für L’Eventail de Lady Windermere Frédérique Tirmont für Dolorès Claiborne                                                                       |
| 2008 | Valérie Bonneton   | Le Dieu du carnage             | Sabine Haudepin für Les Belles-soeurs Norah Krief für Le Roi Lear Bulle Ogier für L'Homme sans but |
| 2009 | Monique Chaumette  | Baby Doll                      | Hélène Alexandridis für Madame de Sade Christiane Cohendy für Equus Annie Mercier für Tartuffe Martine Schambacher für La Charrue et les étoiles Josiane Stoléru für Cochons d’Inde                                         |

## 2010er Jahre
| Jahr | Preisträger   | Theaterstück     | Nominierungen |
| 2010 | Claire Nadeau | La Serva amorosa | Fabienne Chaudat für Colombe Julie Pilod für La Cerisaie Isabelle Sadoyan für Les Fausses Confidences Josiane Stoléru für Le Démon de Hannah Dominique Valadié für La Nuit des rois   |
| 2011 | Bulle Ogier   | Rêve d'automne   | Valérie Benguigui für Le Prénom Brigitte Catillon für Nono Dominique Constanza für Un fil à la patte Nanou Garcia für Aller chercher demain Christiane Millet für Funérailles d'hiver |